# 耶稣甜美圣名及望德圣母圣殿
耶稣甜美圣名及望德圣母圣殿 （Basílica del Dulce Nombre de Jesús Nazareno del Paso y María Santísima de la Esperanza）是西班牙马拉加的一座罗马天主教宗座圣殿，位于El Perchel区。
该堂建于1988年。1998年5月28日升为宗座圣殿。连同马拉加主教座堂与胜利之后朝圣所圣殿，为马拉加的三座宗座圣殿之一。

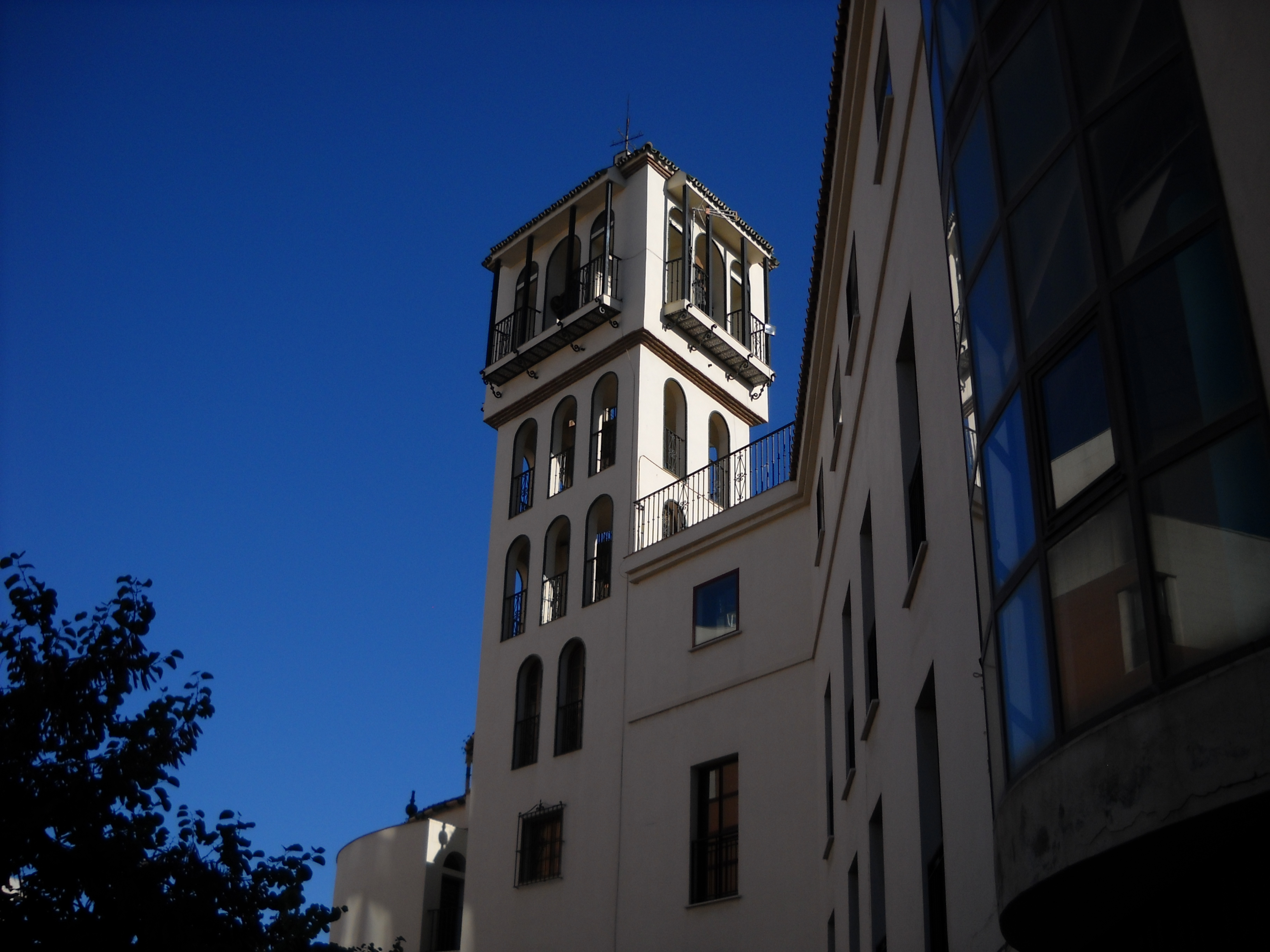

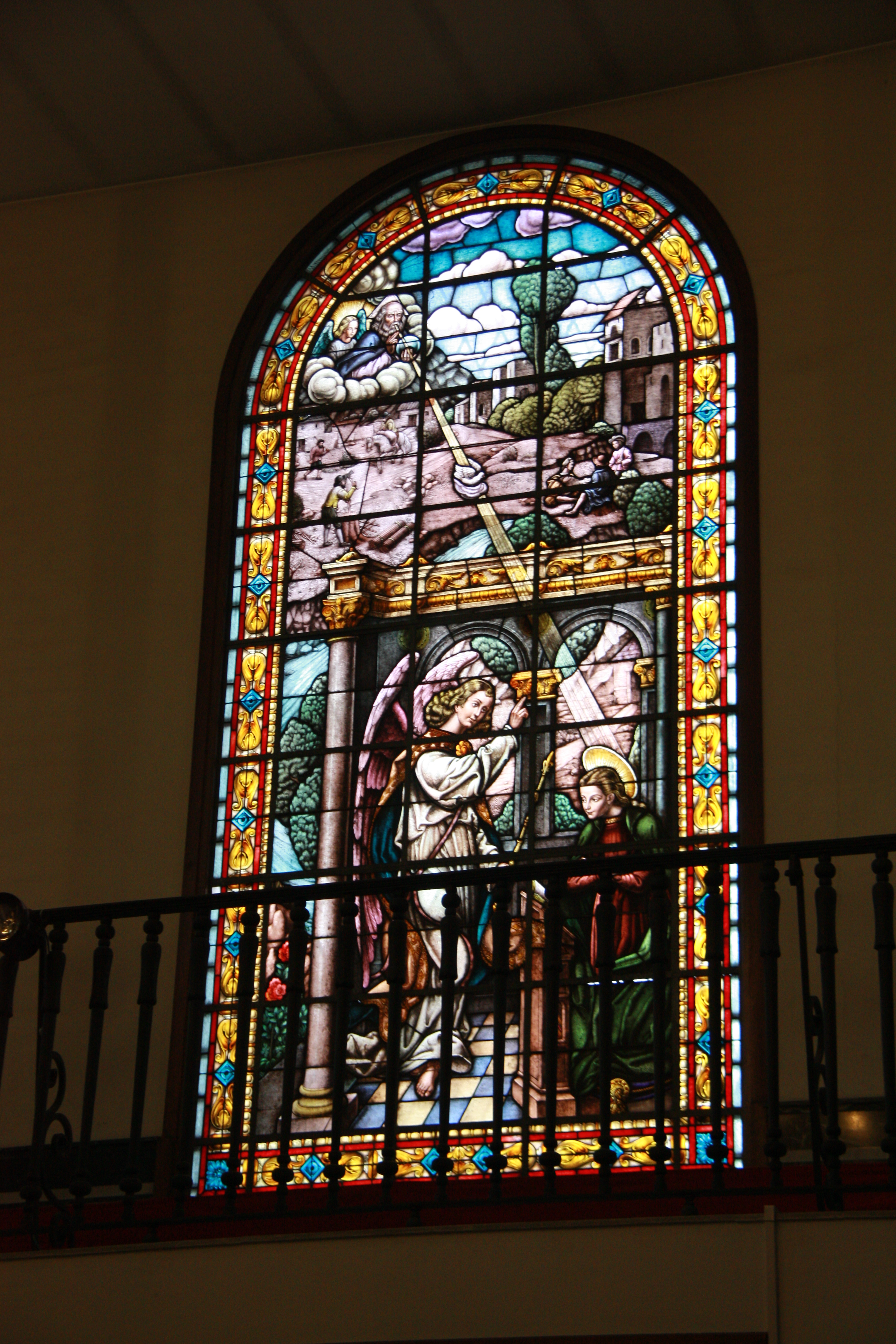

、